# Agustín Hernández
Jorge Agustín Hernández Arrúa, noto semplicemente come Agustín Hernández (Mendoza, 11 giugno 1997), è un calciatore uruguaiano, difensore del Villa Española.

## Caratteristiche tecniche
È un difensore centrale.

## Carriera
Cresciuto nel settore giovanile del Cerro, ha esordito in prima squadra il 21 aprile 2019 disputando l'incontro di Primera División Profesional pareggiato 1-1 contro il Peñarol.